# 鬼丸勝之
鬼丸 勝之（おにまる かつゆき、1913年9月14日 - 1977年2月14日）は、日本の官吏、政治家。自民党所属参議院議員（2期）。位階勲等は従三位勲二等。

## 来歴・人物
福岡県みやま市（旧山門郡瀬高町）生まれ。三人兄弟の長男。父親が関東州民政署勤務で幼少期を旅順、金州、大連で過ごす。1934年、旧制福岡高等学校文科卒。1936年に高文試験合格。
1937年、東京帝国大学法学部政治学科を卒業し、内務省に入省。社会局属。1938年より京都府、北海道、福島県にて経済、民生、教育、労働の各部課長、内閣総合計画局、戦災復興院参事官等を歴任。1950年から建設省住宅局企画、大臣官房人事、文書の各課長、首席監察官、住宅局長を経て、1958年 建設省大臣官房長に就任。1962年 退官。鬼丸政治経済研究所設立。地方自治、地方産業開発に従事。
1963年 福岡県知事選挙に立候補（落選）。
1967年 参議院議員補欠選挙（福岡地方区）に当選し国政入りを果たす。1967年から1974年まで古賀誠が秘書を務めている。1968年 第8回参議院議員通常選挙（福岡地方区）当選。自民党国民運動本部副本部長に就任。自民党では佐藤栄作→田中角栄派に属し、1971年 参議院運輸委員長に就任。1972年 参議院自民党副幹事長。郵政政務次官に就任。1974年の第10回参議院議員通常選挙で落選。
1977年2月14日 九州大学付属病院にて永眠（63歳）。従三位に叙せられ勲二等瑞宝章を授与される。

## 主な著書
- 「特別都市計画法解義」
- 「つきあいの文化」
- 「農村文化と農民指導」
- 「進む農村」
- 「公共住宅法詳説」
- 「宅地建設取引法の話」
- 「欧米の住いと街」
- 「建設業全書」
- 「あの目この眼」

## 関連人物
- 本村和喜、古賀誠 - 元秘書